# USP18
L'USP18 (pour « Ubiquitin specific peptidase 18 »), appelé aussi UBP43, est une peptidase. Son gène, USP18 est situé sur le chromosome 6 humain.

## Rôle
Il se fixe à une sous-unité du récepteur aux interférons de type I (IFNAR2), bloquant la fixation du JAK à ce dernier et empêchant l'action de l'interféron de type I. 
Il a un rôle dans la dégradation de l'ISG15.

## En médecine
Une mutation du gène donne un syndrome comprenant une microcéphalie, une dilatation des ventricules cérébraux et des calcifications cérébrales
. Le ruxolitinib, un inhibiteur du JAK, donné précocement, peut en améliorer le pronostic. 